# Eccellenza Marche 2000-2001
Il campionato italiano di calcio di Eccellenza regionale 2000-2001 è stato il decimo organizzato in Italia. Rappresenta il sesto livello del calcio italiano.
Questo è il campionato gestito dal Comitato Regionale Marche.

## Squadre partecipanti
| Squadra                              | Città (provincia)       |
| ------------------------------------ | ----------------------- |
| Pol. Belvederese, Belvedere Ostrense | Belvedere Ostrense (AN) |
| Pol. Cagliese Calcio                 | Cagli (PU)              |
| A.S. Camerino Calcio                 | Camerino (MC)           |
| Pol. Forsempronese                   | Fossombrone (PU)        |
| A.S.C. Imab Urbino                   | Urbino (PU)             |
| U.S. Lucrezia Calcio 1966            | Cartoceto (PU)          |
| U.S. Montegiorgese                   | Montegiorgio (AP)       |
| Pol. Montegranaro Calcio             | Montegranaro (AP)       |
| U.S. Pergolese                       | Pergola (Italia) (PU)   |
| U.S. Recanatese                      | Recanati (MC)           |
| A.C. Sangiustese                     | Monte San Giusto (MC)   |
| U.S. Truentina                       | Castel di Lama (AP)     |
| Urbania Calcio                       | Urbania (PU)            |
| U.S. Urbisalviense                   | Urbisaglia (MC)         |
| F.C. Villa 95                        | Pesaro (PU)             |

## Aggiornamenti
Erano quattro le novità nel classico organico di 16 formazioni al via: l'Urbania era retrocesso dalla Serie D, dalla Promozione salirono tre debuttanti (Belvederese, Porto Sant'Elpidio e Villa '95 Fastiggi-Ceccolini).
Il campionato venne dominato dalla Cagliese che andò ben presto in fuga e stabilì diversi record tra cui quello di imbattibilità del portiere che superò i 1000 minuti. La Truentina Castel di Lama giunse seconda ma fallì l'appuntamento con gli spareggi nazionali. Ai playout il Villa '95 Fastiggi-Ceccolini perse lo scontro tra matricole con la Belvederese che peggio aveva fatto durante la stagione regolare, mentre il Lucrezia bissò il successo dell'anno precedente condannando questa volta il Camerino. Il Porto Sant'Elpidio non si dimostrò all'altezza e tornò, senza lottare, immediatamente in Promozione.

## Classifica finale
|  | Pos. | Squadra            | Pt | G  | V  | N  | P  | GF | GS | DR  |
|  | ---- | ------------------ | -- | -- | -- | -- | -- | -- | -- | --- |
|  | 1.   | Cagliese           | 70 | 30 | 21 | 7  | 2  | 41 | 10 | +31 |
|  | 2.   | Truentina          | 53 | 30 | 14 | 11 | 5  | 29 | 19 | +10 |
|  | 3.   | Urbisalviense      | 51 | 30 | 13 | 12 | 5  | 32 | 16 | +16 |
|  | 4.   | Urbania            | 50 | 30 | 13 | 11 | 6  | 41 | 30 | +11 |
|  | 5.   | Pergolese          | 45 | 30 | 11 | 12 | 7  | 36 | 30 | +6  |
|  | 6.   | Montegiorgese      | 42 | 30 | 11 | 9  | 10 | 29 | 26 | +3  |
|  | 7.   | Recanatese         | 42 | 30 | 11 | 9  | 10 | 28 | 27 | +1  |
|  | 8.   | Imab Urbino        | 38 | 30 | 10 | 8  | 12 | 38 | 39 | -1  |
|  | 9.   | Sangiustese        | 37 | 30 | 8  | 13 | 9  | 30 | 26 | +4  |
|  | 10.  | Forsempronese      | 37 | 30 | 8  | 13 | 9  | 22 | 23 | -1  |
|  | 11.  | Montegranaro       | 37 | 30 | 10 | 7  | 13 | 23 | 35 | -12 |
|  | 12.  | Villa 95           | 34 | 30 | 8  | 10 | 12 | 29 | 38 | -9  |
|  | 13.  | Lucrezia           | 31 | 30 | 7  | 10 | 13 | 24 | 33 | -9  |
|  | 14.  | Camerino           | 31 | 30 | 7  | 10 | 13 | 21 | 29 | -8  |
|  | 15.  | Belvederese        | 30 | 30 | 7  | 9  | 14 | 28 | 37 | -9  |
|  | 16.  | Porto Sant'Elpidio | 12 | 30 | 1  | 9  | 20 | 19 | 52 | -33 |

## Play-out
| Squadra 1   | Totale | Squadra 2 | Andata | Ritorno |
| ----------- | ------ | --------- | ------ | ------- |
| Camerino    | 1 - 1  | Lucrezia  | 1 - 1  | 0 - 0   |
| Belvederese | 3 - 2  | Villa '95 | 1 - 1  | 2 - 1   |

### Andata
| ??? 2001 | Camerino | 1 – 1 | Lucrezia |  |

| ??? 2001 | Belvederese | 1 – 1 | Villa '95 |  |

### Ritorno
| ??? 2001 | Lucrezia | 0 – 0 | Camerino |  |

| ??? 2001 | Villa '95 | 1 – 2 | Belvederese |  |